# Plagiostoma inclinatum
Plagiostoma inclinatum är en svampart som först beskrevs av Jean Baptiste Desmazières, och fick sitt nu gällande namn av M.E. Barr 1978. Plagiostoma inclinatum ingår i släktet Plagiostoma och familjen Gnomoniaceae.  Arten är reproducerande i Sverige. Inga underarter finns listade i Catalogue of Life.